# RKO 281
RKO 281 és un telefilm històric de 1999 dirigit per Benjamin Ross. Ha estat doblat al català.
El film descriu la producció tumultuosa del film de 1941, Citizen Kane. Pel que fa al títol del film, és una referència al número que duia inicialment el film Citizen Kane durant la seva producció.

## Argument
Arribat a Hollywood amb l'etiqueta de nen prodigi després d'una espectacular carrera teatral a Nova York, incloent la seva famosa representació radiofònica de "La guerra dels mons", Orson Welles comença a rodar la seva primera pel·lícula amb només 24 anys. Va ser un sopar en la mansió de Randolph Hearst, durant la qual va mantenir una discussió amb el gran magnat, que li va servir d'inspiració per a aquesta pel·lícula.

## Repartiment
- Liev Schreiber: Orson Welles
- John Malkovich: Herman J. Mankiewicz
- James Cromwell: William Randolph Hearst
- Melanie Griffith: Marion Davies
- Roy Scheider: George Schaefer
- David Suchet: Louis B. Mayer
- Liam Cunningham: Gregg Toland
- Brenda Blethyn: Louella Parsons
- Fiona Shaw: Hedda Hopper
- Anastasia Hille: Carole Lombard
- Roger Allam: Walt Disney
- Jay Benedict: Darryl Zanuck
- Ron Berglas: David O. Selznick

## Premis
- 2000: Emmy: 3 premis. 13 nominacions, incloent Primetime Emmy al millor actor en minisèrie o telefilm, millor actriu secundària en minisèrie o telefilm, millor telefilm, guió i direcció
- 1999: Globus d'Or: Globus d'Or a la millor minisèrie o telefilm. 3 nominacions
- 1999: Critics' Choice Awards: Millor pel·lícula per TV
- 2000: Sindicat de Guionistes (WGA): Millor guió adaptat (format llarg)